# Float (Album)
Float ist das zweite Musikalbum des amerikanischen Rappers Aesop Rock und sein erstes Album, das auf einem Label veröffentlicht wurde. Float wurde im Jahr 2000 über Mush Records veröffentlicht.

## Albumcover
Das Albumcover ist schlicht gehalten. Die obere Hälfte ist rot mit kleinem Namensschriftzug an der rechten unteren Seite, die untere Hälfte ist schwarz. In der linken Ecke ist ein Porträt von Aesop Rock zu sehen.

## Tracklist
| #   | Titel                                 | Gastbeiträge | Länge |
| --- | ------------------------------------- | ------------ | ----- |
| 1.  | Float                                 |              | 1:54  |
| 2.  | Commencement at the Obedience Academy |              | 3:43  |
| 3.  | Big Bang                              |              | 4:59  |
| 4.  | Garbage                               |              | 4:00  |
| 5.  | I’ll Be OK                            | Slug         | 2:59  |
| 6.  | Breakfast With Blockhead              |              | 0:35  |
| 7.  | Basic Cable                           |              | 4:10  |
| 8.  | Fascination                           |              | 3:45  |
| 9.  | Oxygen                                |              | 5:16  |
| 10. | Skip Town                             |              | 4:21  |
| 11. | 6B Panorama                           |              | 2:02  |
| 12. | Lunch With Blockhead                  |              | 0:20  |
| 13. | Spare a Match                         |              | 4:50  |
| 14. | Attention Span                        | Vast Aire    | 7:00  |
| 15. | How to Be a Carpenter                 |              | 4:42  |
| 16. | Prosperity                            |              | 3:56  |
| 17. | No Splash                             |              | 4:01  |
| 18. | Drawbridge                            | DoseOne      | 4:44  |
| 19. | Dinner With Blockhead                 |              | 0:46  |
| 20. | The Mayor and the Crook               |              | 4:09  |

## Rezeption
„Auf „Float“ zeichnet er abstrakte Bilder seiner Heimatstadt New York und deren Bewohnern. Features stammen unter anderem von Vast Aire und Slug. Auf vertrackten Beats von Blockhead oder ihm selbst rappt er dabei in solch sauberen Flow, dass er sich zum Liebling der von Experimenten begeisterten Kritiker aufschwingt.“

## Produktion
- Aesop Rock (Lied: 1, 3, 4, 8, 11, 15, 16, 20)
- Blockhead (Lied: 2, 5, 6, 7, 9, 12, 13, 14, 17, 18, 19)
- Omega One (Lied: 10)[2]